# 나카토조촌
나카토조촌(中東条村)은 효고현 가토군에 있던 촌이다. 현재의 가토시 남동부의 주고쿠 자동차도 서방일대에 해당한다.